# 泰州南站
泰州南站，位于江苏省泰州市高港区，是建设中的北沿江高铁、盐泰锡常宜铁路上的车站。距离泰州市区8千米。
泰州南站是规划中的泰州市未来的交通枢纽及换乘中心，预计2027年正式开通。
泰州南站位于高港区白马镇，车站将采用高架站房，北站房规模4万平方米，远期预留南站房。

## 车站结构
站房采用“线上式+线侧式”站型，站房为6层，其中站台层以上为4层，包含站台层、站台层夹层、高架层、高架夹层；站台层以下为2层，包含地面层、夹层出站通廊，地面层于市政广场平接。
车场规模6台15线，其中沪渝蓉高速铁路（即北沿江高铁）车场为2台6线，盐泰锡常宜车场为4台9线。

## 历史
2012年，泰州、扬州、南通三市为解决宁启铁路速度过慢的问题，规划了由南京经扬州泰州南通至上海的沪泰宁城际铁路，将在泰州境内设立新的站点。
2013年，中国政府发布长江经济带规划，宣布将建设北沿江高铁替代沪泰宁城际铁路，将在泰州设立泰州南站作为站点。
2024年11月22日，泰州市高铁南站综合交通枢纽正式开工建设，预计2027年正式开通。